# 塔尔古韦克区
塔尔古韦克区（波蘭語：Targówek，波蘭語發音：[tarˈɡuvɛk]）是波蘭首都華沙的一個地區，位於華沙市轄區北部。塔尔古韦克区可以分為居住區和工業區兩個地區。該區約30%的地區是公園。